# Priconodon
Priconodon („zub“) byl rod obrněného ptakopánvého dinosaura, pravděpodobně z čeledi Nodosauridae. Zahrnuje jediný popsaný druh (P. crassus). Fosilie tohoto čtvernohého býložravce v podobě izolovaných zubů jsou známy z období spodní křídy (geologický stupeň apt až alb, stáří kolem 113 milionů let).

## Historie

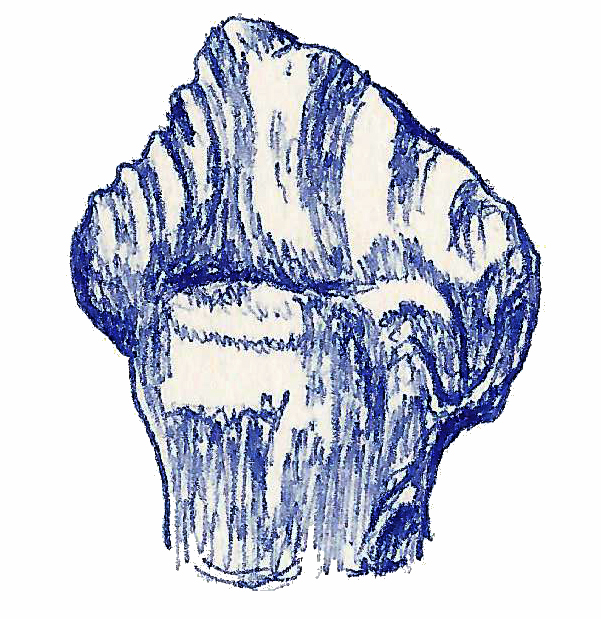
Priconodon - fosilní zub.

Fosilní pozůstatky tohoto dinosaura (holotyp nese označení USNM 2135) byly objeveny na území Marylandu (USA) v sedimentech souvrství Potomac. Formálně popsány byly v roce 1888 americkým paleontologem Othnielem Charlesem Marshem. Dnes se předpokládá, že se jednalo o nodosaurida, vzhledem k útržkovitému fosilnímu materiálu však bývá tento taxon označován za nomen dubium (pochybné vědecké jméno).